# Вальвазор, Янез Вайкард
Янез Вайкард Вальвазор (словен. Janez Vajkard Valvasor, нем. Johann Weichard Freiherr von Valvasor; 20 мая 1641 — 19 сентября 1693) — словенский дворянин, учёный-естествоиспытатель и писатель, член Королевского общества.

## Биография
Янез Вайкард Вальвазор родился в австрийском городе Лайбахе (ныне Любляна), столице Крайны, и был крещён 28 мая 1641 года. Семья — отец Ерней (Jernej) и мать Анна Мария (в девичестве Равбар, Ana Marija Ravbar) — жила в замке Медия в Излаке. Когда Янезу было 10 лет, его отец умер. В то время он уже ходил в иезуитскую школу в Лайбахе, которую окончил в 1658 году, будучи 17-летним подростком. Он решил не поступать в университет, а учиться у просвещённых людей, путешествуя по Европе. В ходе этого путешествия, которое продолжалось 14 лет, он успел поучаствовать в турецкой войне (1663—1664), побывать во Франции, Италии и Северной Африке, собирая книги, гравюры и монеты.
В 1672 году Янез Вайкард женился на Анне Росине Графенвегер (Anna Rosina Grafenweger) и приобрёл замок Богеншперк недалеко от Литии, где написал значительную часть своих трудов. В настоящее время в замке действует музей. В 1678 году Вальвазор устроил в замке типографию и мастерскую по созданию медных гравюр. В 1685 году вновь принял участие в войне с турками, давшей ему возможность познакомиться с Военной границей в Хорватии.
Потратив всё состояние на издание книг, Вальвазор был вынужден продать замок вместе с библиотекой и собранием трудов. В 1690 году загребский епископ Александар Игнасие Микулич (Aleksandar Ignacije Mikulić) купил коллекцию трудов Вальвазора, включая 7300 графических изображений и перевёз её в Хорватию. Эта коллекция стала частью библиотеки Загребского архиепископства — Метрополитаны, которая находится на попечении Хорватского государственного архива.
Вальвазор был одним из первых учёных, исследовавших карстовые явления. За работу по гидрологии пульсирующего озера Церкница он был избран членом Лондонского королевского общества 14 декабря 1687 года по предложению Эдмунда Галлея.
Основным трудом Янеза Вальвазора является монументальная работа «Слава герцогства Карниола» (нем. Die Ehre deß Herzogthums Crain, словен. Slava vojvodine Kranjske), написанная на немецком языке и изданная в 1689 году в 15 книгах в 4 томах, которые содержали 3532 страницы, 528 иллюстраций и 24 приложения и давали наиболее полное описание словенских земель того времени. За этот труд считается предшественником позднейшей словенской историографии.
Вальвазор умер в бедности 19 сентября 1693 года в Кршко и был похоронен в семейной могиле в Излаке.

## Работы
- Dominicae passionis icones, 1679, переиздание в 1970
- Topographia arcium Lambergianarum, 1679, переиздание в 1995
- Topographia Archiducatus Carinthiae modernae, 1681, 1688
- Carniolia, Karstia, Histria et Windorum Marchia, 1681
- Theatrum mortis humanae tripartitum, 1682
- Topographia Archiducatus Carinthiae antiquae & modernae completa, 1688
- Opus insignium armorumque, 1687—1688
- Die Ehre dess Hertzogthums Crain, 1689